# Atijja Hammuda
Atijja Muhammad Hammuda (arab. عطية محمد حمودة, ur. 30 listopada 1913 w Kairze, zm. w 1992 r.) – egipski sztangista, wicemistrz olimpijski i dwukrotny wicemistrz świata.

## Kariera
Pierwszy sukces w karierze osiągnął w 1938 roku, kiedy podczas mistrzostw świata w Wiedniu zdobył srebrny medal w wadze lekkiej. W zawodach tych rozdzielił na podium Tony’ego Terlazzo z USA i reprezentującego III Rzeszę Karla Schwitalle. Kolejne sukcesy osiągał po zakończeniu II wojny światowej. W 1948 roku wystartował na igrzyskach olimpijskich w Londynie, gdzie ponownie zajął drugie miejsce. Tym razem wyprzedził go (wagą ciała) jego rodak, Ibrahim Szams, a brązowy medal wywalczył Brytyjczyk James Halliday. Był to jego jedyny start olimpijski. Ostatnie trofeum wywalczył dwa lata później, zajmując drugie miejsce na mistrzostwach świata w Paryżu, gdzie lepszy był tylko Joe Pitman z USA.